# ويليام دوغالد ماكدوغال
ويليام دوغالد ماكدوغال (بالإنجليزية: William Dugald MacDougall)‏ هو عسكري أمريكي، ولد في 20 يونيو 1868 في أوبورن في الولايات المتحدة، وتوفي في 5 مارس 1943 في بورتسموث في الولايات المتحدة.